# الكلية الإسلامية في بريزبان
الكلية الإسلامية في بريزبان (بالإنجليزية: Islamic College of Brisbane)‏ وتعرف اختصارا ب (ICB) هي مدرسة مشتركة في ضاحية كاراثا، بريزبان التابعة لكوينزلاند في أستراليا تقدم التدريس إلى السنة الثانية عشرة.

## معلومات عن المدرسة
- المدرسة ضمن مشروع الاتحاد الأسترالي للمجالس الإسلامية (AFIC).
- مسجلة لدى وزارة التعليم.
- عضوة في رابطة المدارس المستقلة في كوينزلاند (AISQ).
- تموَّلُ من حكومتي كوينزلاند وأستراليا.
- مسجلة لتقديم دورات إلى السنة الثانية عشرة.
- فيها اعتماد لتسجيل الطلاب المحليين والأجانب.

## شعار المدرسة
شعار كلية بريزبان الإسلامية هو «ابحث عن المعرفة» والشعار مستمد من القول المأثور «اطلب العلم من المهد إلى اللحد».

## خريجون متميزون
- ياسمين عبد المجيد.